# Bee Low

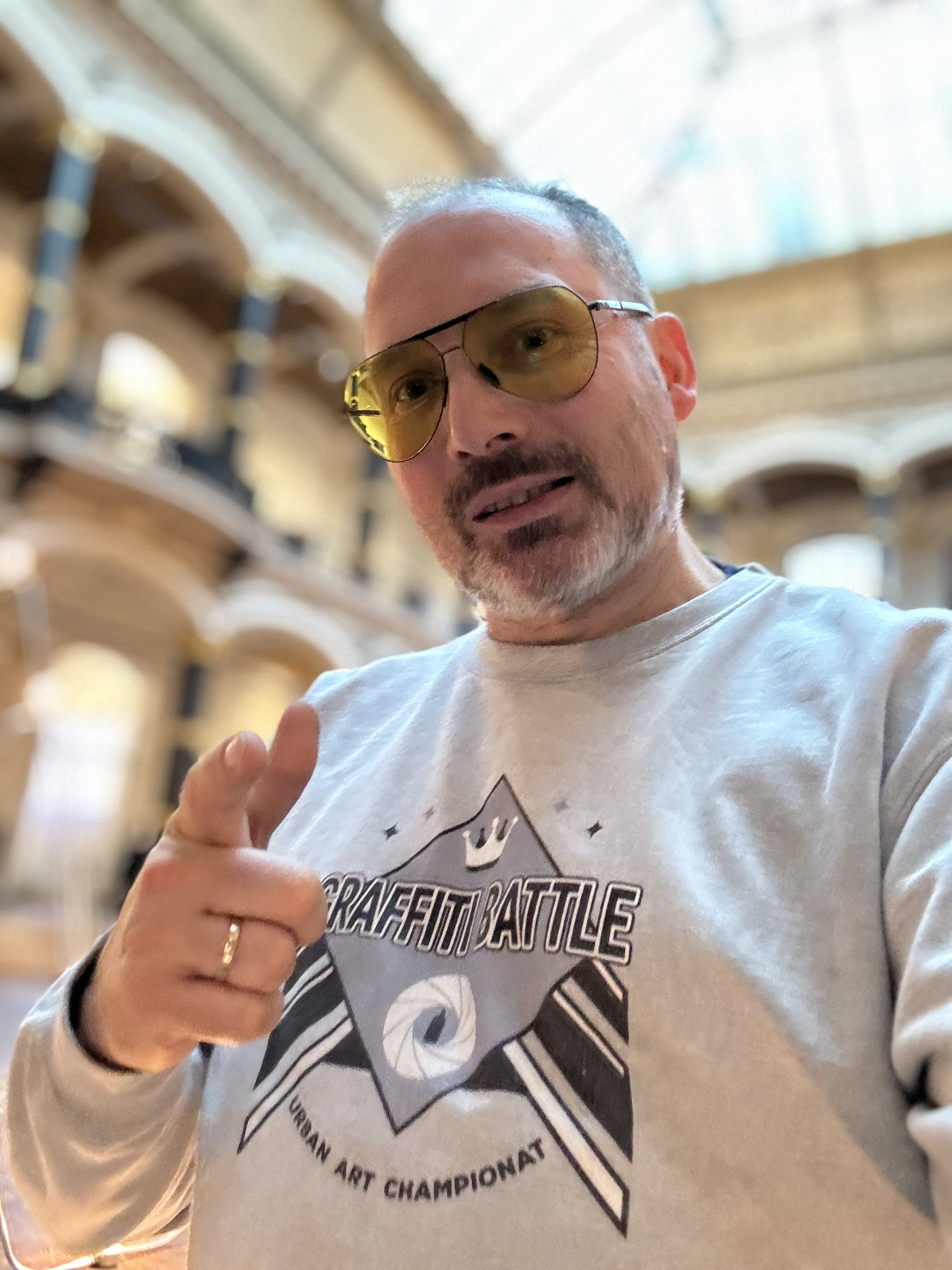
Bee Low (2024)

Bee Low (* 31. Mai 1974 in West-Berlin; bürgerlich Alexander Bülow) ist ein deutscher Hip-Hop-Aktivist, Graffiti Writer, Moderator sowie Produzent von Beatbox Battle TV und History of Berlin. Er gilt als Pionier der internationalen Human-Beatbox-Kultur und hat dazu beigetragen, Berlin als zentrale Stadt der Beatboxing-Szene zu etablieren.

## Leben und Karriere
Bee Low wurde in Berlin-Wedding geboren und wuchs ab 1980 in Berlin-Wilmersdorf auf.
1985 vertiefte sich Bee Lows Interesse an Graffiti, nachdem er die TV-Dokumentation U-Bahn-Bilder & Verrückte Beine gesehen hatte. Er begann nach und nach, eigene Graffiti Tags zu setzen, und entwickelte 1987 erste Fertigkeiten im Writing, insbesondere an den Wänden von dem Jugendzentrum Spirale. 1988 sprühte er unter dem Pseudonym ZEAL an verschiedenen Orten in Berlin, darunter stillgelegte Bahnanlagen der West-Berliner S-Bahn und an der Berliner Mauer im Wedding.
Parallel zu seiner Tätigkeit als Graffiti-Writer machte Bee Low 1990 seinen ersten Schritt in die Medienwelt, als er die Radiosendung Hip Hop Corner beim Offenen Kanal Berlin initiierte. 1993 trat er der Berliner Graffiti Writer Gruppierung T2B (Try 2 Bust) bei mit denen er zahllose Fassadengestaltungen in Berlin, Frankfurt am Main und Amsterdam durchführte. 1995 vertiefte er sein Engagement in der Hip-Hop-Kultur, entwickelte sich zu einem Human Beatboxer und trat gelegentlich auf Untergrund-Veranstaltungen auf und moderierte die ersten Freestyle-Rap-Battles der Hauptstadt. 2017 trat er der New Yorker Graffiti Writer Gruppierung TDS (The Death Squad) bei. Zu Halloween 2021 organisierte Bee Low in der North-Side Galerie in Berlin-Mitte die erste offizielle Graffiti Battle Championship. Bei diesem Event traten 20 zuvor qualifizierte Graffiti Sprayer gegeneinander an. Die Teilnehmer hatten sich über ein von Bee Low organisierten Online-Wettkampfformat, das Webcam Sketch Battle, für das Finale qualifiziert.
Im Jahr 2001 moderierte Bee Low die ITF German DJ Championship, die offizielle Deutsche DJ Meisterschafts-Tour der International Turntable Federation. Auf der gesamten Tour war er nicht nur als Moderator, sondern auch als Schiedsrichter auf der Bühne präsent. Diese Kenntnisse waren entscheidend für die logistische Umsetzung seiner späteren Beatbox Battle Veranstaltungsserie, die er zusammen mit Maxim und DJ Mesia am 19. September 2002 auf der 1. Deutschen Beatbox Meisterschaft im Berliner ICON Club anwendete.
Mit der Gründung des Beatbox Battle Networks im Jahr 2002 revolutionierte Bee Low die Beatbox-Szene, indem er die Beatbox Battle Championships ins Leben rief. Diese Bemühungen machten Berlin zu einem bedeutenden Zentrum der Beatbox-Kultur. Zwischen 2001 und 2024 produzierte Bee Low mehr als 160 Beatbox-Veranstaltungen in 28 Ländern weltweit, darunter die von 2005 bis 2023 ausgerichteten Beatbox-Weltmeisterschaften, mit denen er die Entwicklung dieser Kunstform maßgeblich beeinflusste.
Bee Low war ab 2003 auch als Beatboxer im Ensemble des Theaterstücks 36 Street unter der Regie von Volker Mayer-Dabisch tätig. In dieser Inszenierung begleitete er den Schauspieler Ayhan Sönmez, der die biografische Geschichte eines Mitglieds der Kreuzberger Jugendgang 36 Juniors darstellte. Die Aufführung wurde zudem musikalisch durch den türkischen Rapper Fuat unterstützt, der mit energiegeladenen Punchlines das Geschehen auf der Bühne untermalte.
Von Oktober 2002 bis März 2006 studierte Bee Low Kommunikationsdesign an der Berliner Technischen Kunstschule. Bee Low war an zahlreichen TV-Projekten sowie großen Kinofilmen beteiligt, darunter auch der Dokumentarfilm Love, Peace & Beatbox, den er in Zusammenarbeit mit dem Filmemacher Volker-Mayer Dabisch produzierte und der am 9. Februar 2008 bei den Internationalen Berliner Filmfestspielen in der Rubrik Berlinale Generation seine Weltpremiere feierte. Darüber hinaus trug er zu zahlreichen Musikproduktionen seine Beatbox-Sounds bei, die er in seinem Kreuzberger Tonstudio aufnahm und für die jeweiligen Projekte einsetzte.

## Bedeutung und Einfluss
Bee Low hat als Moderator und Organisator wesentlich zur Verbreitung und Professionalisierung des Beatboxings beigetragen. Seine Beatbox Battle World Championship, bei denen Teilnehmer aus 62 Ländern anreisten, waren bis vor dem Start der Corona-Pandemie das weltweit bedeutendste Event für Human Beatboxing und haben eine Generation von Künstlern inspiriert. Die Wettkämpfe wurden in sechs Disziplinen ausgetragen: Men Solo Battle, Female Solo Battle, Tag-Team Battle, Crew Battle, Loop Station Battle und Vocal Scratch Battle. Die YouTube-Videos der Weltmeisterschaften wurden über 300 Millionen Mal aufgerufen, was seine Reichweite und Bedeutung in der Szene unterstreicht.
2019 und 2022 moderierte Bee Low das Openair Frauenfeld, Europas größtes Hip-Hop-Festival. Seine Rolle als Host (Moderator) bei relevanten Hip Hop Veranstaltungen, wie dem Splash Festival in Ferropolis und seinen kulturellen Beitrag im Deutschen Pavillon auf der Expo 2020 in Dubai, haben seinen Status als zentrale Figur der internationalen Beatbox und Hip Hop Szene gefestigt.

## Auszeichnungen
Am 20. Mai 2023 wurde Bee Low Im Rahmen der European Beatbox Championship in Graz, Österreich für sein Lebenswerk als Pionier und Architekt der globalen Beatbox Kultur geehrt.
- 2005: Outstanding Achievement (DFB Kulturstiftung)
- 2007: Honoris Causa Multiplex (Street Univercity Berlin)
- 2023: Lifetime Award (Beatbox Europe)

## Veröffentlichungen
Diskografie
- 2002: Big-Bud – Wilder Westen (BB Music)
- 2004: Berlin Beatbox (Berlin Massive)
- 2005: Beatbox Express (Berlin Massive)
- 2006: Crave Inn – Soz Rock (CI Music)
- 2006: Rhymin Simon – Kingpin (Royal Bunker)
- 2007: Flying Steps – Operator (FL Music)
- 2008: Thomas D – Rennen (One Artist)
- 2008: K984 – Urban Jungle Green (C2D)

Filmografie
- 1999: Music Instructor – Rock Your Body (Electric City)
- 2001: Was tun, wenn's brennt? (Sony Pictures)
- 2001: Battle Mönche – Maximum Hip Hop (Dart Club)
- 2004: Human Beatbox Convention (HBB)
- 2008: Love, Peace & Beatbox (Paul Handke Film)
- 2010: Bushido – Zeiten ändern Dich (Konstantin Film)